# Jean Paul Farrugia
Jean Paul Farrugia, né le 21 mars 1992 à Pietà (Malte), est un footballeur international maltais. Pouvant évoluer au poste d'ailier ou d'avant-centre, il joue depuis juillet 2017 pour le FC Chiasso, en deuxième division suisse.

## Biographie

### En équipe nationale
Jean Paul Farrugia joue sa première sélection avec l'équipe de Malte le 4 juin 2014, lors d'un match amical face à Gibraltar durant lequel il remplace André Schembri à la 74e minute (défaite 1-0). Le 26 mars 2017, il marque son premier but lors d'un éliminatoire de la Coupe du monde 2018 contre la Slovaquie (défaite 1-3).

## Palmarès
Avec Hibernians Paola
- Champion de Malte en 2009 et 2015
- Vainqueur de la Coupe de Malte en 2013

 Avec Sliema Wanderers
- Vainqueur de la Coupe de Malte en 2016

## Statistiques

### En club
Le tableau ci-dessous récapitule les statistiques de Jean Paul Farrugia lors de sa carrière en club :
| Saison                | Club                    | Championnat           | Championnat | Championnat | Coupe(s) nationale(s) | Coupe(s) nationale(s) | Supercoupe | Supercoupe | Compétition(s) continentale(s) | Compétition(s) continentale(s) | Compétition(s) continentale(s) | Total | Total |
| Saison                | Club                    | Division              | M.          | B.          | M.                    | B.                    | M.         | B.         | Comp.                          | M.                             | B.                             | M.    | B.    |
| 2008-2009             | Hibernians Paola        | 1                     | 12          | 4           | 3                     | 0                     | -          | -          | -                              | -                              | -                              | 15    | 4     |
| 2009-2010             | Hibernians Paola        | 1                     | 6           | 1           | 1                     | 0                     | -          | -          | -                              | -                              | -                              | 7     | 1     |
| 2010-2011             | Hibernians Paola        | 1                     | 9           | 1           | 2                     | 2                     | -          | -          | -                              | -                              | -                              | 11    | 3     |
| 2011-2012             | Marsaxlokk FC (prêt)    | 1                     | 26          | 6           | 2                     | 1                     | -          | -          | -                              | -                              | -                              | 28    | 7     |
| 2012-2013             | Hibernians Paola        | 1                     | 25          | 7           | 4                     | 1                     | -          | -          | C3                             | 2                              | 3                              | 31    | 11    |
| 2013-2014             | Hibernians Paola        | 1                     | 27          | 6           | 1                     | 1                     | 1          | 0          | C3                             | 2                              | 0                              | 31    | 7     |
| 2014-2015             | Spartak Trnava (prêt)   | 1                     | 2           | 0           | 2                     | 1                     | -          | -          | -                              | -                              | -                              | 4     | 1     |
| 2014-2015             | Hibernians Paola        | 1                     | 7           | 2           | 1                     | 0                     | -          | -          | C3                             | 2                              | 0                              | 10    | 2     |
| 2015-2016             | Hibernians Paola        | 1                     | 6           | 0           | 1                     | 0                     | -          | -          | -                              | -                              | -                              | 7     | 0     |
| 2015-2016             | Sliema Wanderers (prêt) | 1                     | 13          | 8           | 3                     | 0                     | -          | -          | -                              | -                              | -                              | 16    | 8     |
| 2016-2017             | Hibernians Paola        | 1                     | -           | -           | -                     | -                     | -          | -          | C3                             | 1                              | 0                              | 1     | 0     |
| 2016-2017             | Sliema Wanderers        | 1                     | 32          | 11          | 4                     | 1                     | 1          | 1          | -                              | -                              | -                              | 37    | 13    |
| 2017-2018             | FC Chiasso              | 2                     | 3           | 2           | 1                     | 1                     | -          | -          | -                              | -                              | -                              | 4     | 3     |
| Total sur la carrière | Total sur la carrière   | Total sur la carrière | 168         | 48          | 25                    | 8                     | 2          | 1          | -                              | 7                              | 3                              | 202   | 60    |

### But en équipe nationale
| No | Date         | Stade, ville, pays                | Adversaire | Résultat | Compétition                             |
| -- | ------------ | --------------------------------- | ---------- | -------- | --------------------------------------- |
| 1  | 26 mars 2017 | Ta' Qali Stadium, Ta' Qali, Malte | Slovaquie  | D 1-3    | Éliminatoires de la Coupe du monde 2018 |